# Nikolaj Petrovič Rezanov
Nikolaj Petrovič Rezanov (rusky Николай Петрович Резанов; 1764 - 1807) byl ruský šlechtic a politik, podporující projekt ruské kolonizace Ameriky převážně na Aljašce a v Kalifornii. Byl jedním z deseti ruských baronů, byl prvním ruským velvyslancem v Japonsku (1804) a podnítil první ruský pokus o plavbu kolem světa (1803) a osobně vedl expedici na Kamčatku. Byl autorem slovníku japonštiny a několika dalších děl, která jsou uschována v knihovně petrohradské akademie věd, jejímž byl členem. Rezanov také založil ambiciózní Rusko-americkou společnost, která stála v čele ruské kolonizace Ameriky.